# Павличенко, Виталия Викторовна
Виталия Викторовна Павличенко (рум. Vitalia Pavlicenco, также Вангели-Павличенко; род. 29 октября 1953, Гринауцы, Рышканский район, Молдавская ССР) — молдавский политик. Кандидат филологических наук (1987).

## Биография
Родилась 29 октября 1953 года в селе Гринауцы, Рышканский район. Замужем, есть дочь Беатрис.

### Образование
- 1977 год — диплом по французской филологии, Кишинёвский Государственный университет;
- 1987 год — кандидат филологических наук (тема диссертации — «Диалектные особенности языка Харьковского хронографа 1683 года: Фонетическо-сопоставительный анализ»)[2].

### Профессиональная деятельность
- 1977—1985 — Издательство «Штиинца», редактор, ответственный за публикацию рукописей
- 1985—1989 — Телеграфное информационное агентство (ATEM), переводчик, координатор
- 1990—1994 — Национальное агентство «Moldova-pres», первый заместитель генерального директора
- 1994—1998 — издание «Mesagerul», главный редактор
- 1998—2001 — депутат Парламента Республики Молдова XIV-го созыва, секретарь Комиссии по государственной безопасности и общественному порядку, заместитель председателя Комиссии по бюджету и финансам, член парламентской группы в Парламентской Ассамблее НАТО (член Комиссии по Экономике и Комиссии по Безопасности), член молдавско-испанской группы межпарламентского сотрудничества
- 2001—2002 — председатель Rotary Club Кишинёва[3]
- 2001—2003 — Союз промышленников и предпринимателей Республики Молдова, заместитель генерального директора
- 2003—2005 — Издательская группа «Litera», координатор проектов
- 2005—2009 — депутат XVI-го созыва, изначально член фракции АНМ, позже член НЛП, член Комиссии по внешней политике и европейской интеграции
- 2006—2019 — Председатель Национал-либеральной партии (НЛП)

### Политическая деятельность
- На парламентских выборах 1994 года баллотировалась по спискам Демократической партии Молдовы. Партия набрала 1.32%, что не позволило преодолеть представительский ценз в 4%, тем самым Виталия Павличенко депутатом не стала.
- На парламентских выборах 1998 года баллотировалась по спискам Партии демократических сил. Партия набрала 8.84%, что позволило преодолеть представительский ценз в 4% и получить 11 мандатов в Парламенте XIV-го созыва, тем самым Виталия Павличенко стала депутатом.
- На парламентских выборах 2001 года баллотировалась по спискам Национал-либеральной партии. Партия набрала 2.81%, что не позволило преодолеть представительский ценз в 6%, тем самым Виталия Павличенко депутатом не стала.
- На парламентских выборах 2005 года баллотировалась по спискам Избирательного блока «Демократическая Молдова». Блок набрал 28.53%,что позволило преодолеть представительский ценз в 12% и получить 34 мандата в Парламенте XVI-го созыва, тем самым Виталия Павличенко стала депутатом.
- На выборах 2007 года в примары Кишинёва являлась кандидатом от Национал-либеральной партии. В первом туре набрала 4.696 голоса и 2,19 %, заняв 10-е место, и не прошла во второй тур.
- На парламентских выборах в апреле 2009 года баллотировалась по спискам Движения «Европейское действие», так как на тот момент формирование избирательных блоков не было разрешено законодательством. Партия набрала 1.01%, что не позволило преодолеть представительский ценз в 6%, тем самым Виталия Павличенко депутатом не стала.
- На парламентских выборах в июле 2009 года возглавляла список Национал-либеральной партии, однако партия приняла решение выйти из избирательной кампании.
- На парламентских выборах 2010 года возглавляла список Национал-либеральной партии. Партия набрала 0.64%, что не позволило преодолеть представительский ценз в 4%, тем самым Виталия Павличенко депутатом не стала.
- На выборах 2011 года в примары Кишинёва являлась кандидатом от Национал-либеральной партии. В первом туре набрала 706 голоса и 0,20 %, заняв 9-е место, и не прошла во второй тур.
- На парламентских выборах 2014 года возглавляла список Национал-либеральной партии. Партия набрала 0.43%, что не позволило преодолеть представительский ценз в 6%, тем самым Виталия Павличенко депутатом не стала.
- На парламентских выборах 2019 года возглавляла список Национал-либеральной партии. Партия набрала 0.24%, что не позволило преодолеть представительский ценз в 6%, тем самым Виталия Павличенко депутатом не стала.

## Награды
- Командор национального ордена «За заслуги» (2004 год, Румыния)[4].